# Auerbach (Inn)

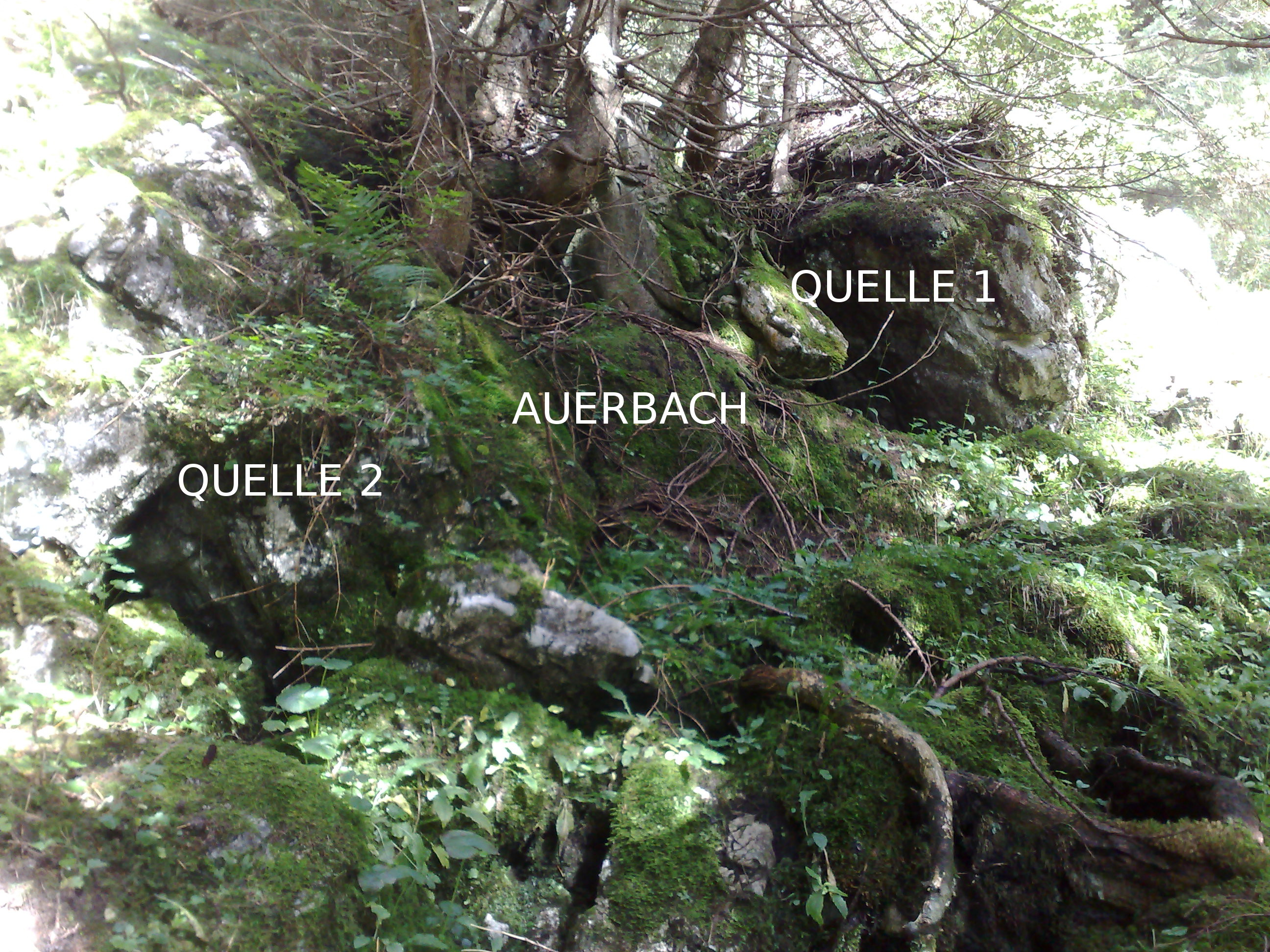
Die Quellen des Auerbachs in einem Wald am Fuß des Wildalpjochs

Der Auerbach ist ein linker Zufluss des Inns im Mangfallgebirge. Nach etwa 16 km langem, etwa südöstlichem Lauf durchs Gebiet der Gemeinde Oberaudorf des bayerischen Landkreises Rosenheim und teils auch an dessen Rand mündet er bei deren Pfarrdorf Reisach.

## Namensdeutung
Der Name Auerbach geht auf das althochdeutsche „Urpah“ zurück, wird in einer Schenkungsurkunde von 980 erstmals erwähnt und ist der Namensursprung für die am Auerbach liegenden Orte Ober- und Niederaudorf.

## Geographie

### Verlauf

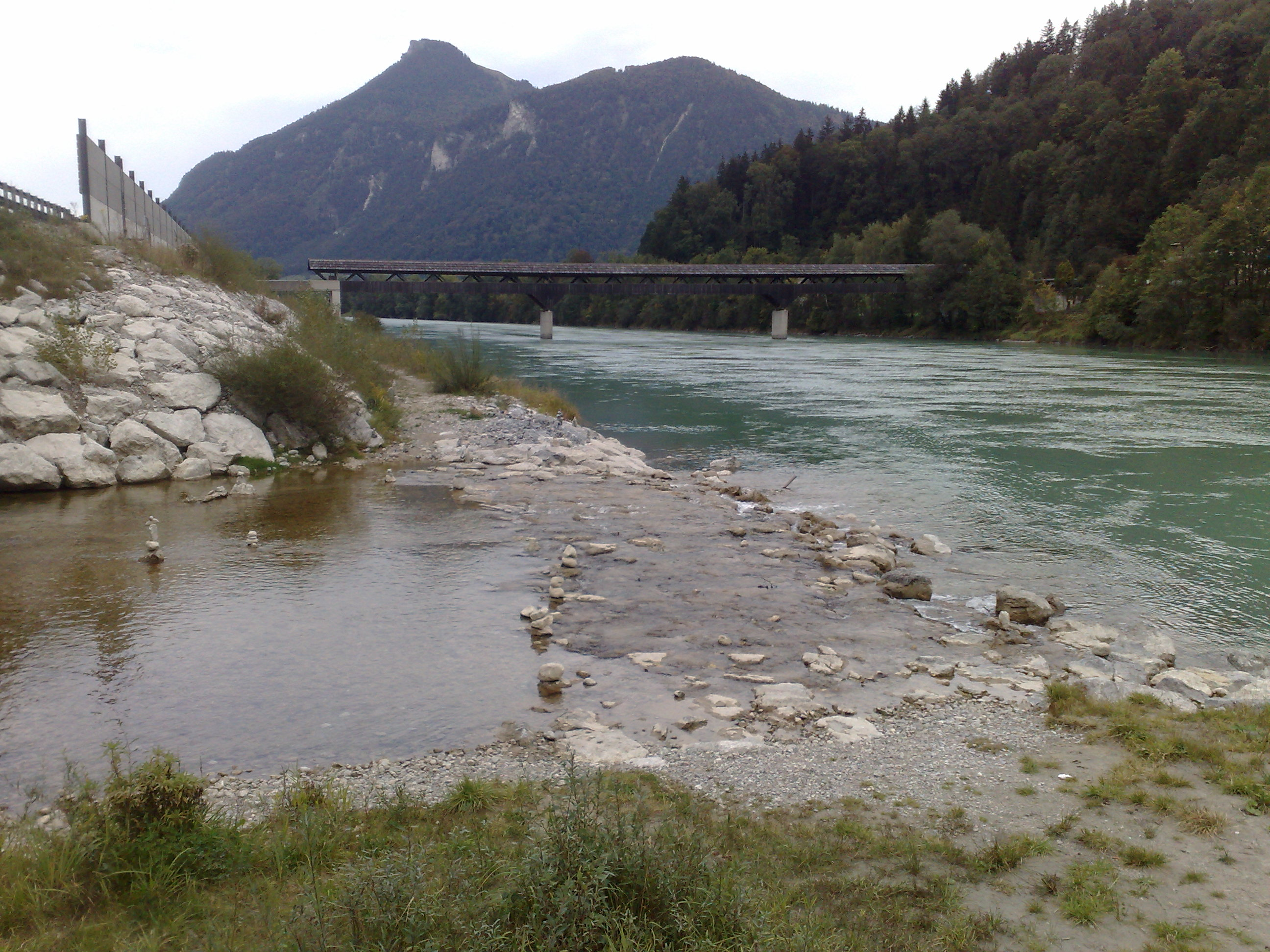
Mündung des Auerbachs in den Inn bei Oberaudorf-Reisach. Blick innabwärts nach Nordnordost.

Der Auerbach entspringt aus zwei Haupt- und mehreren Nebenquellen in einem Wald am Südhang des Wildalpjochs in einer Höhe von ca. 1380 m ü. NN, fließt dann im Oberlauf als kleiner Bach über Almwiesen südwärts zum Sudelfeld, vorbei am Arzmoos und von dort südostwärts, später ostwärts durch das weite Tal zwischen Wildbarren im Norden und Brünnstein im Süden. Im Mittellauf vom Sudelfeld bis Bad Trissl ist der Gebirgsbach geprägt von zahlreichen kleinen Wasserfällen und Gumpen. Auf einer Höhe von etwa 800 m ü. NN fällt er in einer Engstelle den bekannten Tatzelwurm-Wasserfall hinab. Über mehrere Ortsteile Oberaudorfs (Rechenau, Seebach, Wall, Hummelei, Agg) erreicht der Bach im Ortsteil Bad Trissl seinen Unterlauf, der begradigt und mit vielen Sohlschwellen und seitlichem Verbau gegen Hochwasser gesichert ist. Hinter der Unterquerung der Staatsstraße 2089 wurde ein Biotop angelegt. Nach insgesamt rund 16 km mündet er beim Pfarrdorf Reisach in den dort nordwärts fließenden Inn.

### Zuflüsse
Von der Quelle zur Mündung. Auswahl.
- Hinterbach, von rechts
- Arzbach, von links
- Vorderbach, von rechts
- Gassenbach, von rechts
- Krummmosgraben, von links
- Baumoosbach, von rechts
- Kaserbach, von rechts
- Hinterlängaubach, von rechts
- Vorderlängaubach, von rechts
- Längautalbach, von rechts
- Fleckgraben, von rechts
- Pointgraben, von rechts bei Bad Trißl
- Fischbach, von links in der Ortskontur von Oberaudorf

## Landschaftsschutzgebiete
Das Auerbachtal bis einschließlich Bad Trissl ist als Landschaftsschutzgebiet Schutz des Auerbachtales einschl. Regau (am Förchenbach) und Bichlersee, Gemeinden Niederaudorf, Oberaudorf, Flintsbach und Kiefersfelden (LSG-00047.01) ausgewiesen. Außerdem durchfließt der Auerbach zwischen Eisenbahnlinie und Innmündung das Landschaftsschutzgebiet Inntal Süd (LSG-00595.01).

## Bilder vom Lauf des Auerbachs

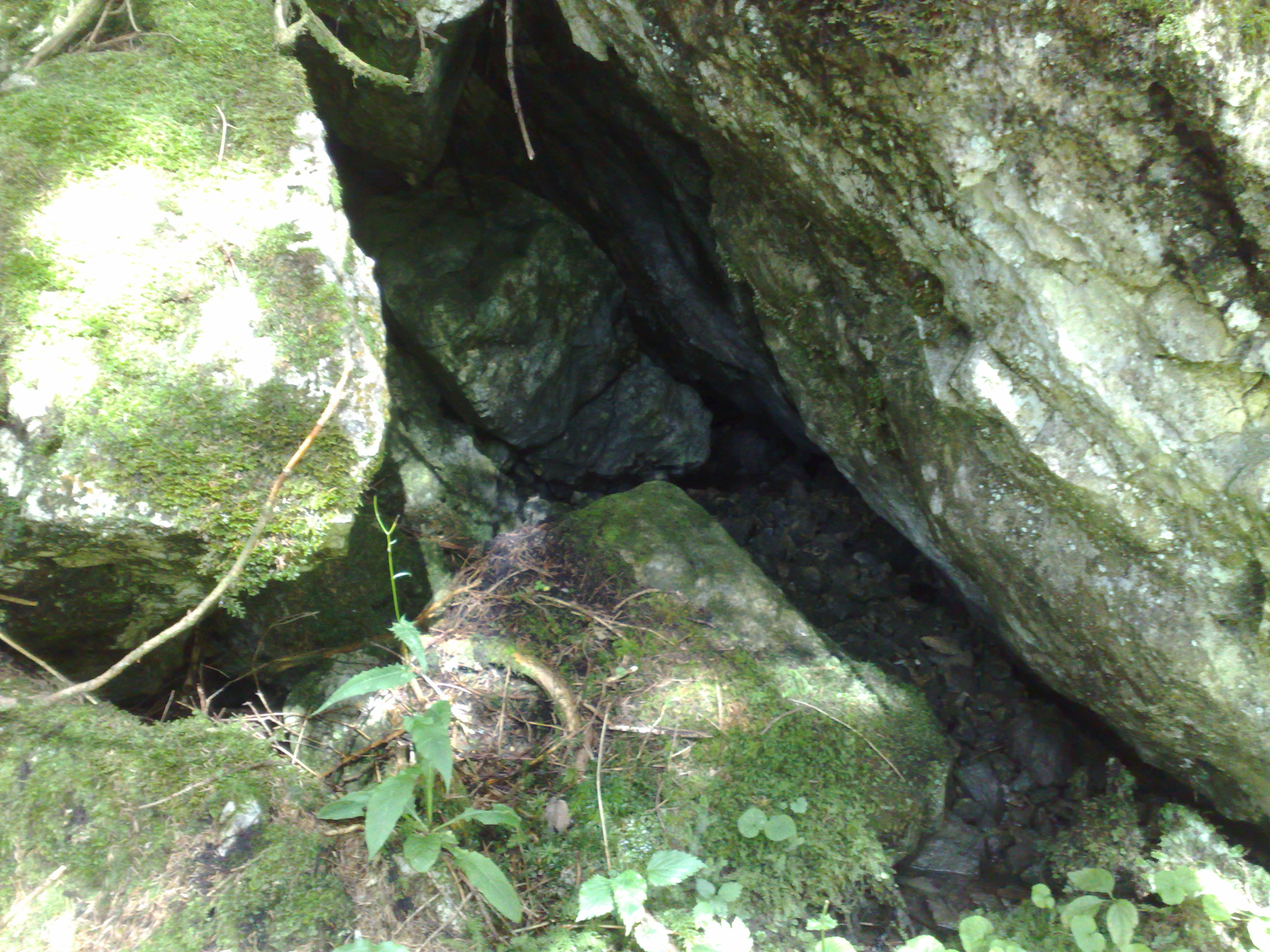
Quelle 1
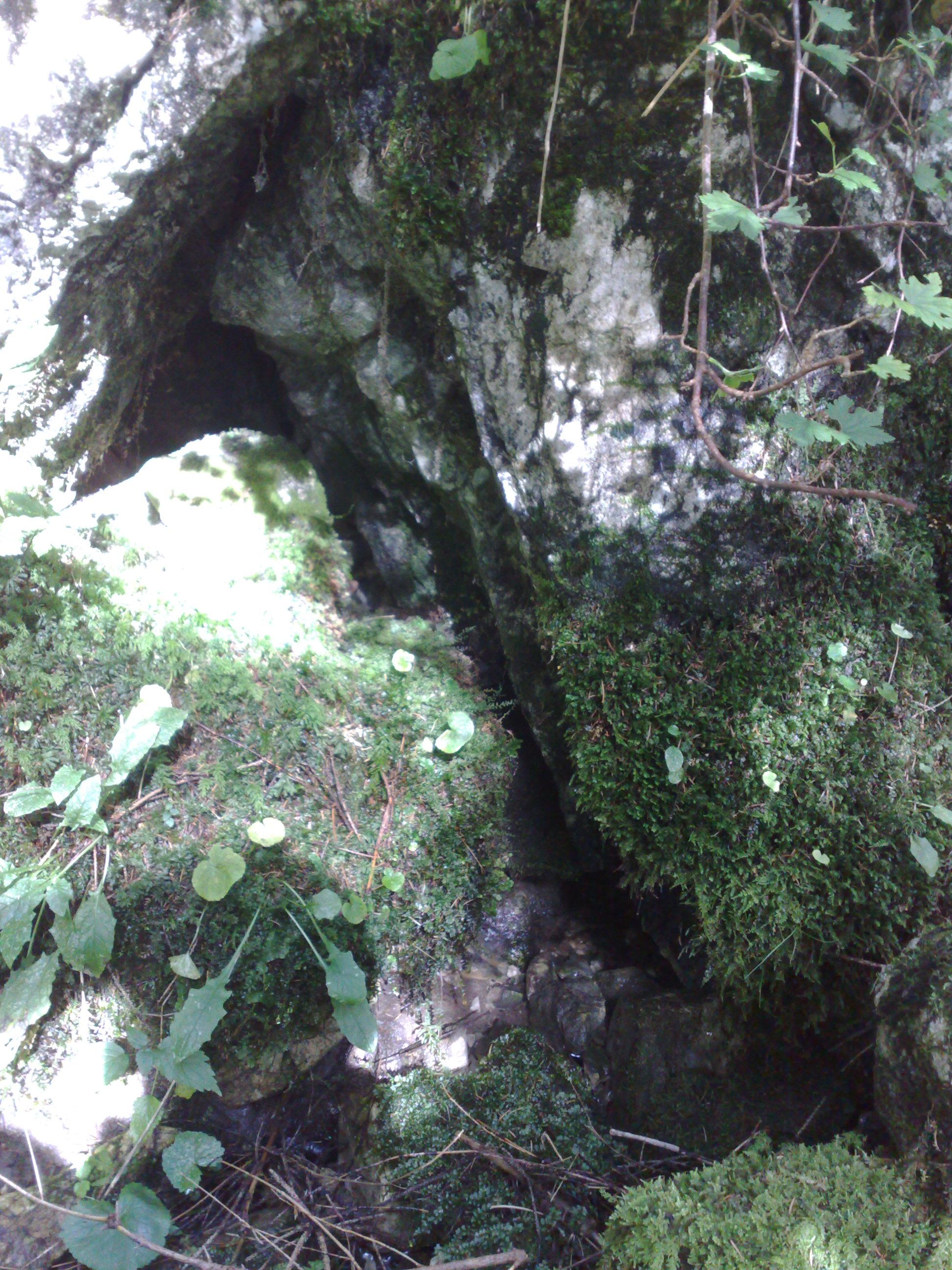
Quelle 2
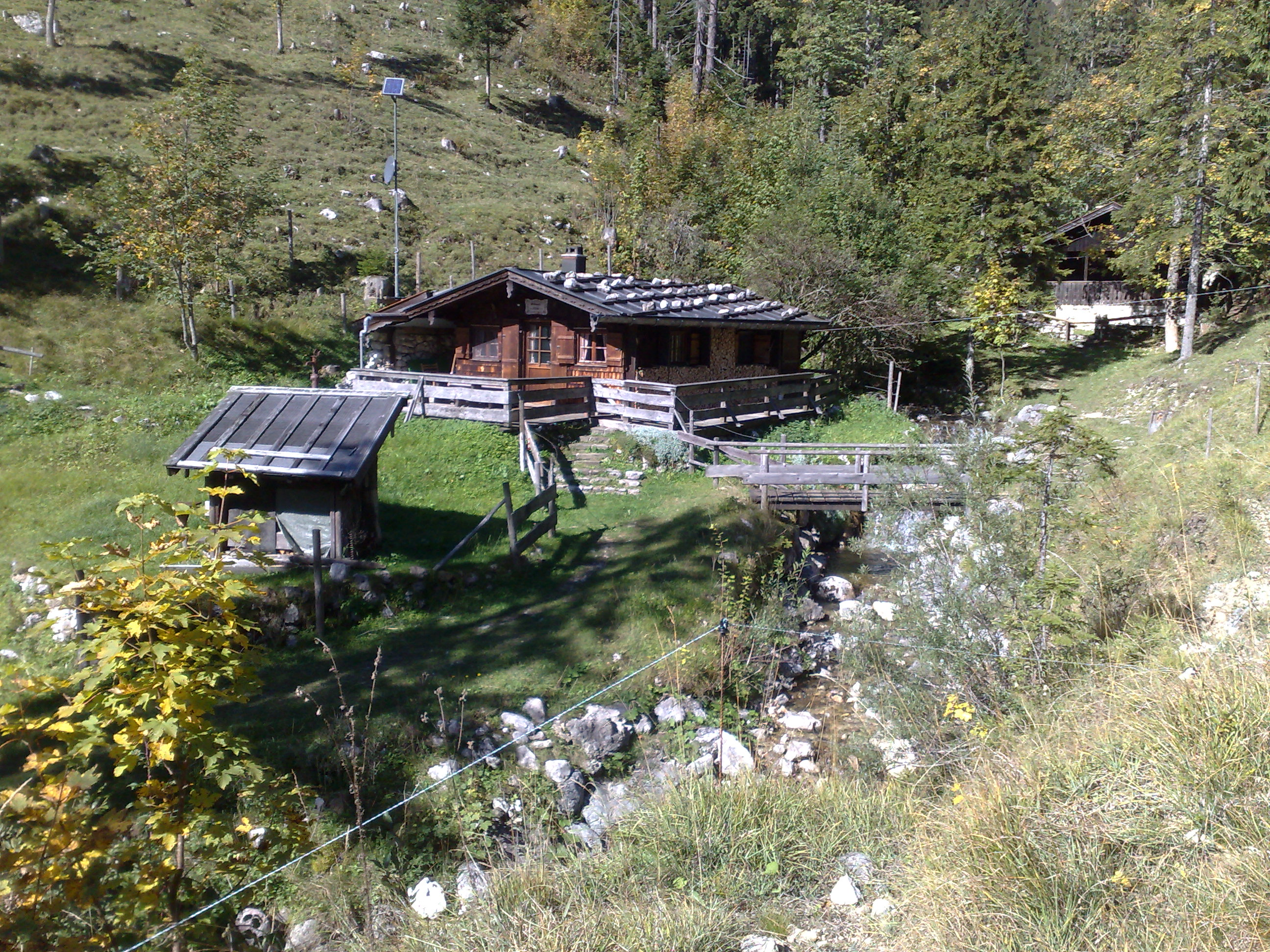
Wildwasserhütte
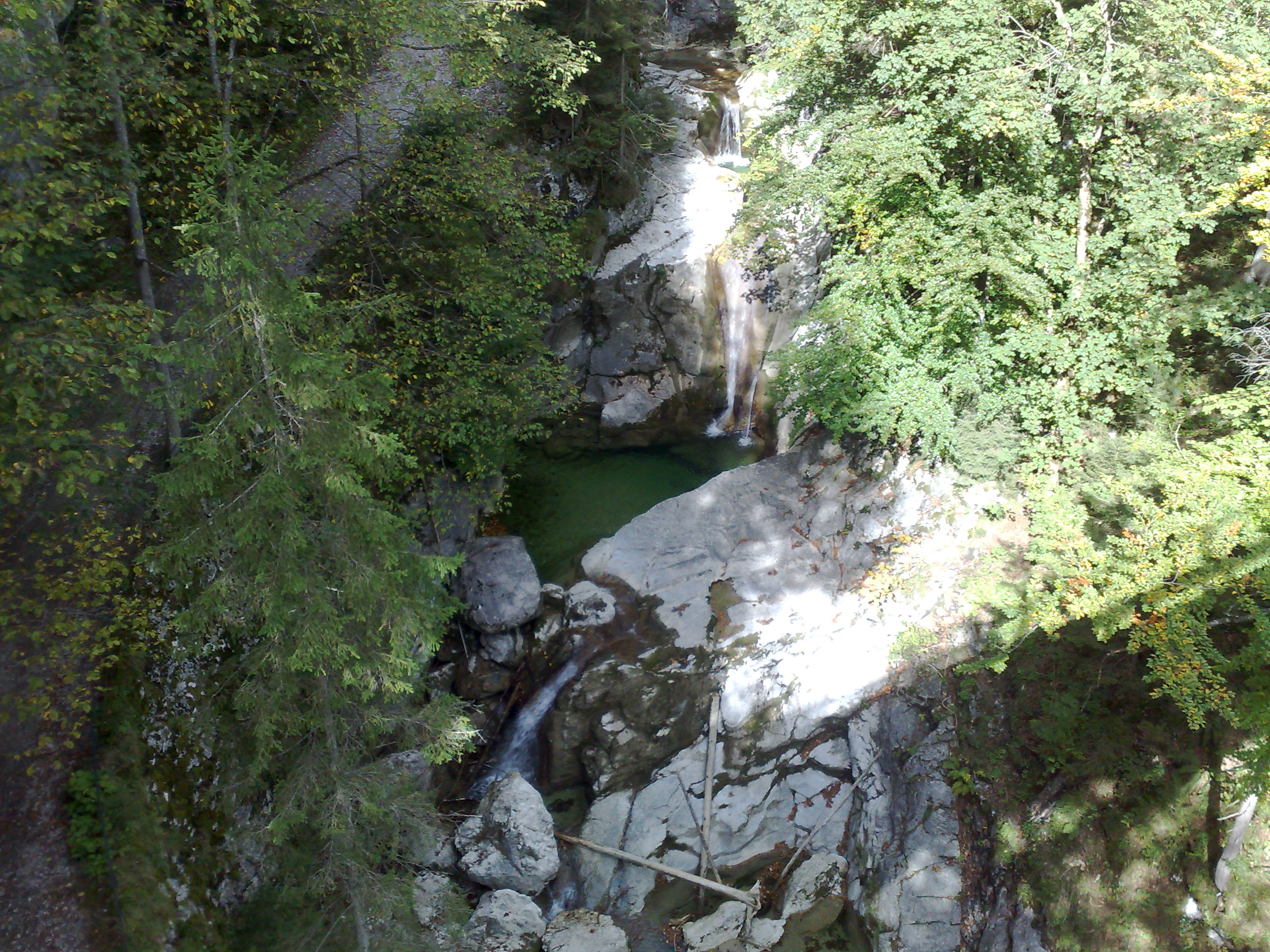
Klamm mit Gumpe
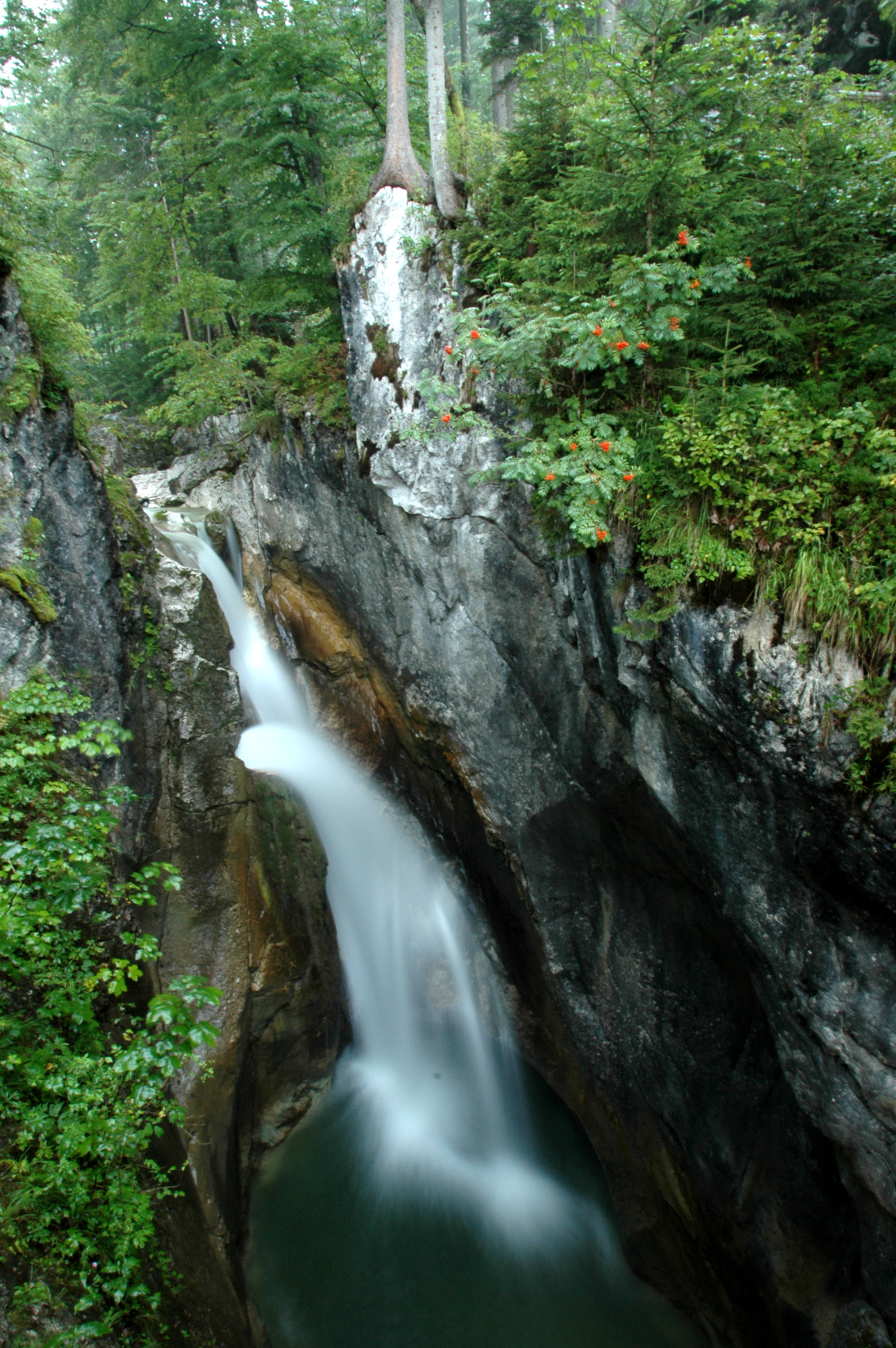
Tatzelwurm-Wasserfall
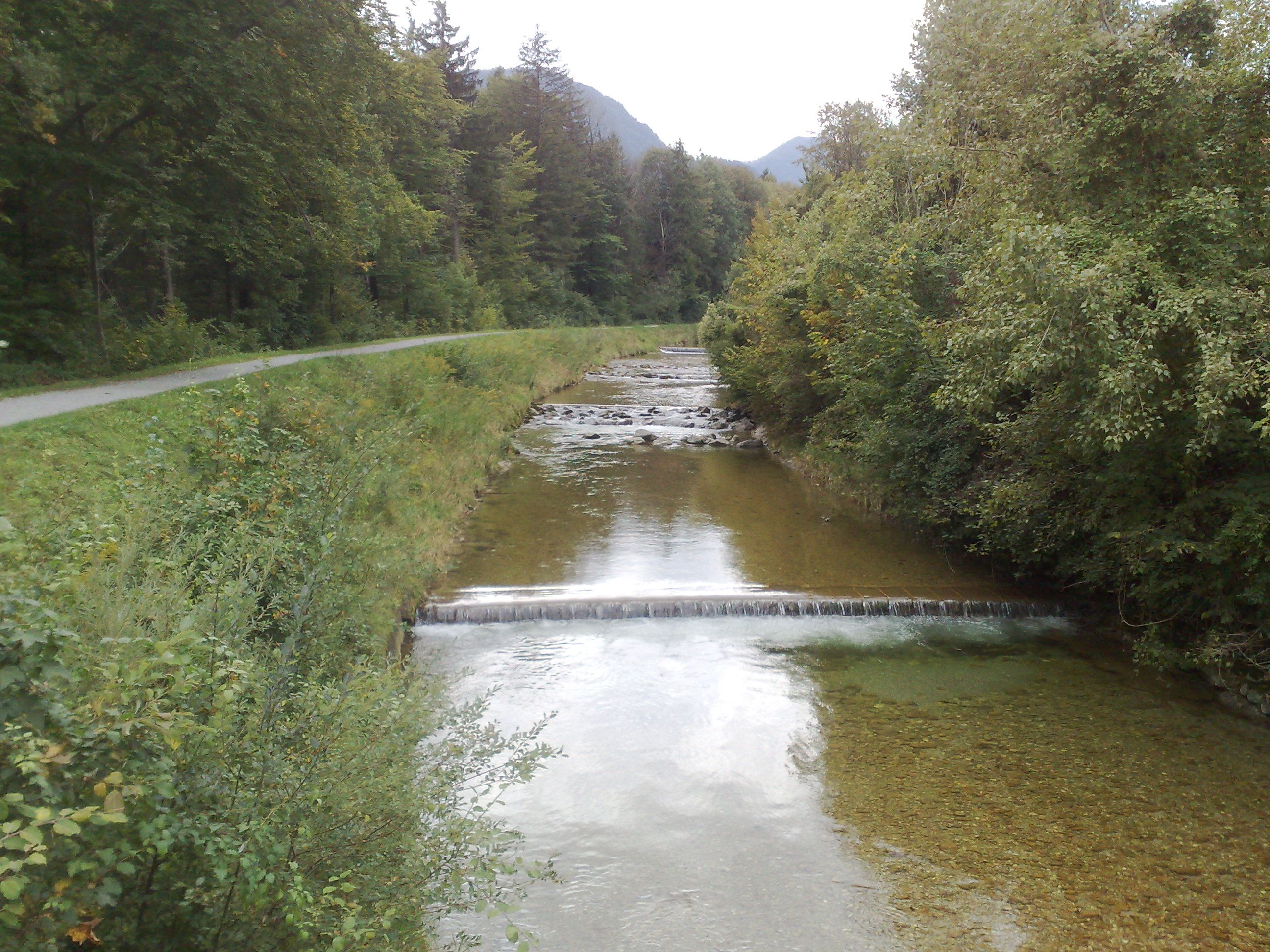
Unterlauf vor der Mündung